# Drepanophyllum furcatum
Drepanophyllum furcatum är en insektsart som beskrevs av David R. Ragge 1962. Drepanophyllum furcatum ingår i släktet Drepanophyllum och familjen vårtbitare. Inga underarter finns listade i Catalogue of Life.